# Flicorni
La famiglia dei flicorni raggruppa strumenti musicali aerofoni tutti appartenenti alla più grande famiglia degli ottoni, contraddistinti da canneggio a forma prevalentemente conica, ed indicati con il codice 423.232 nella classificazione Hornbostel-Sachs.
Dei flicorni esistono due principali forme: i membri più piccoli e con registro più acuto hanno forma del tutto simile a quella della tromba, mentre quelli più ingombranti e di registro più grave hanno assetto verticale.

## Storia e nomenclatura
Ancora oggi vi è molta confusione per quanto riguarda la nomenclatura di questi strumenti (prodotti in numerose e differenti fattezze) nelle varie lingue e varianti regionali.
A dare una precisa forma allo strumento ed a realizzare una famiglia omogenea per timbro e tecnica fu Adolphe Sax, per cui la famiglia dei flicorni in francese ed in altre lingue prende il nome di "saxhorn".
Adolphe Sax sviluppò questa classe di strumenti negli anni 1830, e presentò il brevetto a Parigi nel 1845.
Alcuni altri costruttori di strumenti musicali contestarono subito questa invenzione, e ancora oggi non vi è un giudizio unanime se considerare i "saxhorn" una vera e propria nuova classe di strumenti piuttosto che una estensione e sviluppo di strumenti già esistenti in precedenza come la cornetta ed i bassi tuba.
Il termine "flicorno" deriva dal tedesco Flügel (che significa "ala" o "fianco", in senso militare). Questo strumento, analogo al flicorno soprano era probabilmente già esistente e basato su cornette di tipo militare. Per questo motivo in quasi tutte le lingue si intende per "flicorno" essenzialmente il flicorno soprano. In tedesco la classe dei flicorni viene denominata "Flügelhorn"

## Diffusione ed utilizzo

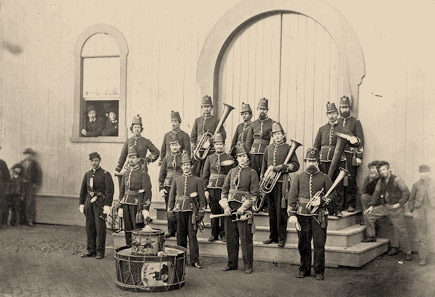
Banda militare con flicorni, 10th Veteran Reserve Corps, Washington (1865)

I flicorni furono resi popolari dal Distin Quintet che li suonò in tournée in Europa.
I flicorni erano già molto diffusi nelle bande americane durante la Guerra di secessione: la possibilità di tenere lo strumento sulle spalle con una cinghia era molto comoda per le truppe in marcia.
Oggi i flicorni sono raramente utilizzati nell'orchestra classica (tranne i bassi tuba), ma sono piuttosto comuni nelle bande, dove formano una famiglia omogenea dall'acuto al grave e permettono (soprattutto nelle taglie più piccole) buon virtuosismo tecnico unito ad una grande potenza di suono e ad una relativa facilità di emissione. Inoltre tutti i flicorni si suonano con la stessa diteggiatura e la stessa tecnica di base della tromba e quindi sono ugualmente facili da imparare (e da insegnare).
Per la maggior parte sono strumenti traspositori, quindi nonostante abbiano diverse intonazioni (a parità di diteggiatura), le partiture ad essi destinate si leggono tutte alla stessa maniera, essendo scritte in chiave di violino con tonalità fittizie per le quali ad una certa nota scritta corrisponde sempre la stessa posizione sui pistoni dei diversi strumenti, pur venendo realmente emessa una nota diversa. Per gli strumenti più gravi (baritono ed oltre) tuttavia, in particolare nelle orchestre, si usa anche la notazione in chiave di fa con note reali.
Famosa, quanto stupenda, è la parte affidata al flicorno tenore o baritono nel primo tempo della settima sinfonia di Gustav Mahler (le orchestre europee utilizzano prevalentemente il tenore a cilindri con la forma a uovo considerato strumento dal suono più ruvido e vicino al gusto tedesco, quelle americane il baritono per il timbro più caldo morbido ed espressivo)
Esempi di opere contemporanee che fanno uso dei flicorni sono "Tubissimo" di Désiré Dondeyne (per basso tuba / flicorno e piano, 1983) e "Et exspecto resurrectionem mortuorum" di Olivier Messiaen (1984).

## Tipi di flicorno
Tutti hanno in comune un timbro scuro e dolce, la meccanica a tre o più pistoni (o valvole rotative nei modelli più antichi) che permette un'estensione di più di due ottave. Nella loro tradizione esecutiva non viene normalmente utilizzata quasi mai la sordina.
La tabella seguente schematizza i tipi di flicorno a seconda delle descrizioni in differenti momenti storici riportate nelle orchestrazioni di Hector Berlioz e Cecil Forsyth, un catalogo di strumenti musicali di J. Howard Foote del 1893, ed i nomi moderni.
| Foote               | Berlioz                   | Forsyth             | Nomenclatura moderna (Jachino) | Altezza |
| ------------------- | ------------------------- | ------------------- | ------------------------------ | ------- |
| ---                 | Sopranino in Do/Si♭       | ---                 | ---                            | C5/B♭4  |
| ---                 | Soprano in Mi♭            | Sopranino in Mi♭    | Sopranino in Mi♭               | E♭4     |
| ---                 | Alto in Si♭               | Soprano in Si♭      | Soprano in Si♭                 | B♭3     |
| Alto in Mi♭         | Tenore in Mi♭             | Alto in Mi♭         | Contralto in Mi♭               | E♭3     |
| Tenore in Si♭       | Baritono in Si♭           | Tenore in Si♭       | Tenore in Si♭                  | B♭2     |
| Baritono in Si♭     | Basso in Si♭              | Basso in Si♭        | Basso in Si♭                   | B♭2     |
| Basso in Mi♭        | Contrabbasso in Mi♭       | Basso in Mi♭        | Basso Grave in Fa o Mi♭        | E♭2     |
| ---                 | Contrabbasso in Si♭       | Contrabbasso in Si♭ | Contrabbasso in Si♭            | B♭1     |
| Contrabbasso in Mi♭ | Contrabbasso in Mi♭ basso | ---                 | ---                            | E♭1     |
| ---                 | Bourdon in Si♭            | ---                 | ---                            | B♭0     |

Dal più piccolo al più grande troviamo oggi:

### Flicorno sopranino
Il flicorno sopranino in Mib (in Italia detto spesso "flicornino") è molto acuto; a lui spesso venivano e vengono affidati i soli del soprano lirico nelle trascrizioni d'opera per banda ispirate alla scuola di Alessandro Vessella. Oggi è sempre più in disuso da un lato per la sua difficoltà, nella tecnica, nell'estensione e nell'intonazione, per la difficoltà a reperire strumenti di qualità visto che le principali case costruttrici di ottoni non lo prevedono nei cataloghi e gli strumenti artigianali, a meno di costi elevati, hanno solitamente grosse lacune costruttive ed una pessima intonazione soprattutto nei modelli a cilindri (valvole rotative); dall'altro per la tendenza ad avere un volume "invadente" nonostante il timbro scuro. Altri fattori concorrono a renderlo sempre meno indispensabile: il miglioramento tecnico ed acustico dei flauti e degli altri legni acuti ed il cambio di repertorio delle bande, eccezion fatta per molte bande italiane che si basano ancora sul repertorio delle trascrizioni di opere liriche dove la sua "voce" acuta, calda ma allo stesso tempo squillante e pungente lo pone vicinissimo alle possibilità dinamiche della voce umana del soprano lirico. Si nota quindi un ritorno all'utilizzo della cornetta soprano in Mi bemolle, con la stessa estensione ma molto più facile da intonare, con una tecnica più simile a quella della tromba, dalla facile reperibilità e dai prezzi al confronto più modesti, ma dal suono molto meno espressivo e più trombettistico. Da ultimo, la sempre maggior estensione verso l'acuto delle trombe (dovuta al virtuosismo degli esecutori ed all'evoluzione della scuola e della tecnica dello strumento) ha portato alla sostituzione del flicorno sopranino all'interno degli arrangiamenti ma non negli assoli (a causa del timbro molto distante fra i due strumenti).

### Flicorno soprano

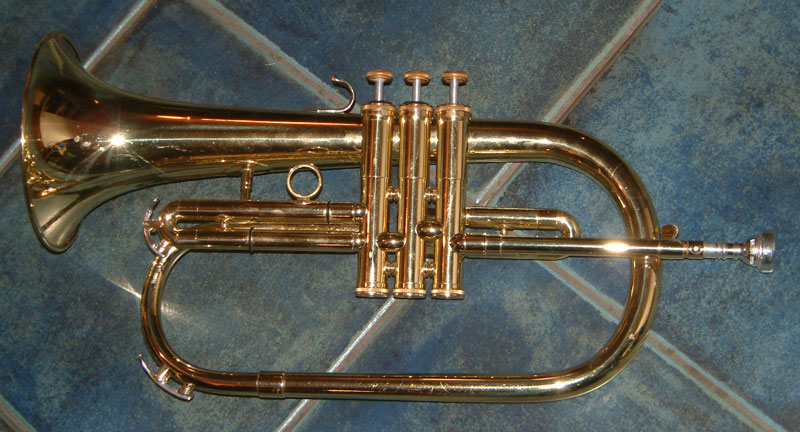
Flicorno soprano

Il flicorno soprano in Sib, denominato col termine internazionale di Flügelhorn, ha estensione e tecnica analoghe a quella della tromba ma con un suono molto più morbido. È lo strumento cantabile per eccellenza della famiglia, molto spesso usato dai trombettisti jazz per creare atmosfere intime. Nelle fanfare propriamente dette, sostituisce in blocco i clarinetti soprani. Anche nelle trascrizioni per banda (dove i clarinetti sono ben rappresentati), al flicorno soprano vengono spesso affidate parti melodiche paragonabili a quelle dei clarinetti. Esistono versioni a 4 pistoni che permettono una maggiore estensione verso il basso, dove il suono raggiunge la massima bellezza e calore, ed il collegamento completo e senza buchi alle "note pedale"; ciò gli permette di eseguire anche brani scritti per altri strumenti, come ad esempio il corno o il violoncello, o di sostituire il flicorno contralto ormai in disuso.

### Flicorno contralto

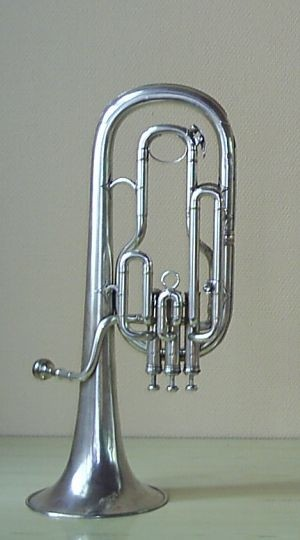
Un Flicorno Contralto

Il flicorno contralto in Mib (in Italia detto spesso Genis) ha un timbro in qualche misura simile a quella del corno e viene usato nella sua stessa estensione, nonostante il canneggio sia tagliato una settima minore sopra, conferendogli la stessa serie armonica di un corno in Mib acuto o di una tromba bassa in Mib. Di uso prettamente bandistico, oggi scarsamente usato a favore del corno, costituisce l'ossatura ritmica della banda tradizionale col tipico accompagnamento in levare delle marce. È costruito sia in assetto orizzontale sia verticale. In realtà il flicorno contralto in Mib è, come molti altri strumenti, bistrattrato in Italia ma molto usato all'estero, ad esempio nelle "brass band" anglosassoni (con il nome di "tenor horn" o "alto horn").
Il flicorno contralto è citato dallo scrittore Umberto Eco con il nome di Genis nel romanzo Il pendolo di Foucault: uno dei protagonisti, in gioventù, ambisce suonare la tromba nella banda per poter suonare in piedi la fanfara introduttiva di una marcia e fare così colpo su una certa ragazzina:
..."Il genis" - mi disse Don Tico - "è l'ossatura della banda, ne è la coscienza ritmica, l'anima. La banda è come un gregge, gli strumenti sono le pecore, il maestro è il pastore, ma il genis è il cane fedele e ringhioso che tiene al passo le pecorelle. Il maestro guarda anzitutto al genis, e se il genis lo segue, le pecorelle lo seguiranno... (Umberto Eco, Il pendolo di Foucault)

### Flicorno tenore, flicorno baritono ed eufonio

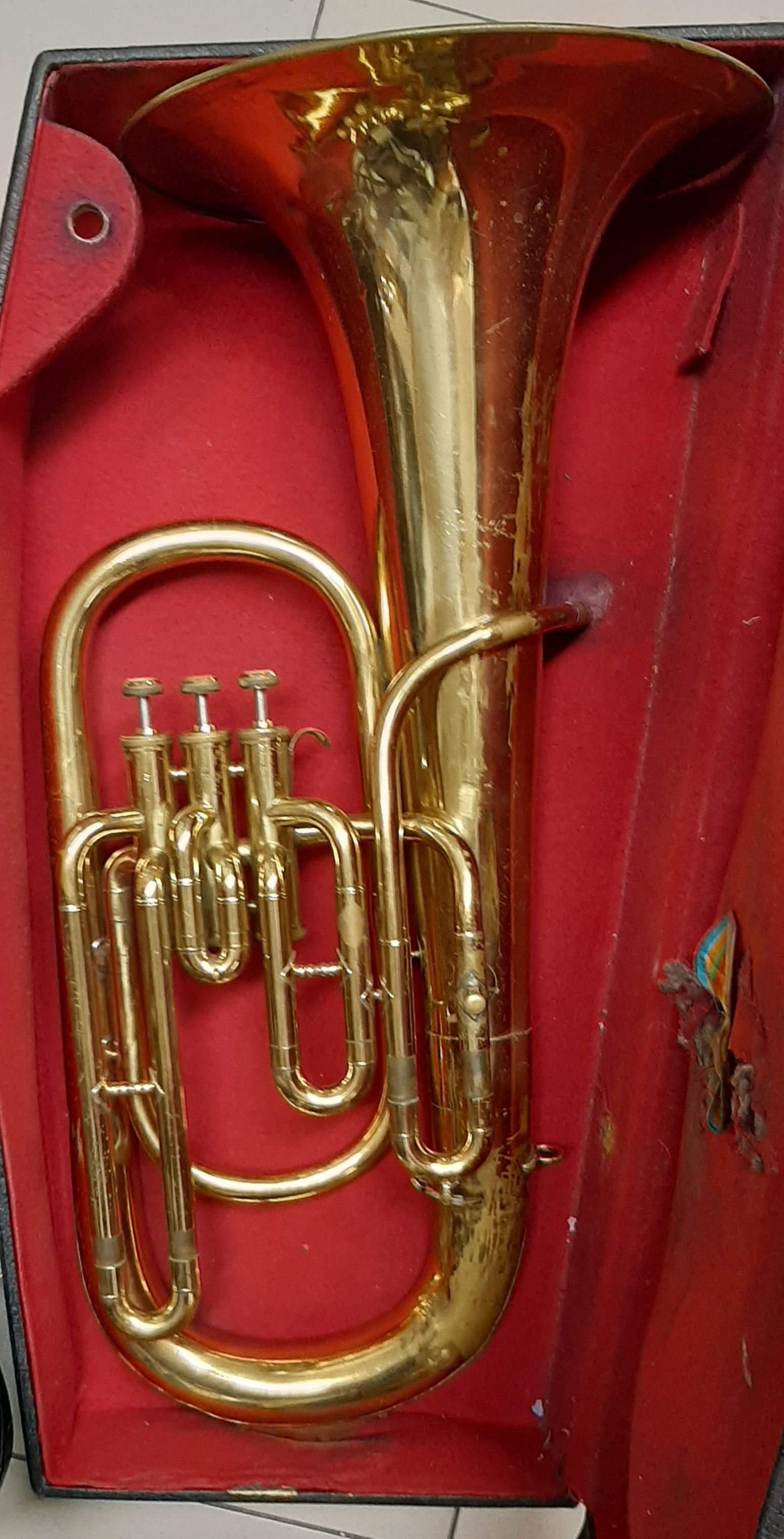
Flicorno baritono (noto anche come bombardino)

Il flicorno tenore, il flicorno baritono e l'eufonio sono strumenti col canneggio di lunghezza identica, ma progressivamente più conici: dal canneggio quasi cilindrico del tenore a quello più conico dell'eufonio, con il baritono a metà strada. Vengono costruiti sia in forma verticale (più squadrata, con la campana rivolta verso l'alto o piegata in avanti) sia in forma "ovale" (più tondeggiante, con la campana rivolta di lato). Vi è molta confusione in questa categoria di flicorni, che al di là della loro similitudine estetica scontano anche una tassonomia inglese molto fuorviante: nei paesi anglosassoni (ma non negli Stati Uniti) il flicorno tenore viene infatti chiamato "baritone horn", mentre l'inglese "tenor horn" corrisponde in realtà al flicorno contralto in Mib. Con il termine "euphonium" viene identificato tanto il baritono quanto l'eufonio vero e proprio.
Il flicorno tenore ha dunque un canneggio più sottile e maggiormente cilindrico, di norma con solo tre pistoni (ma ne può avere anche quattro), sale facilmente verso il registro acuto ed ha un suono più chiaro e squillante: per questo gli sono affidate le parti tenore lirico nelle trascrizioni di musica operistica (anche se viene sovente sostituito dal trombone tenore a cilindri). Il flicorno baritono, conosciuto in Italia anche col nome di bombardino, è uno strumento dal timbro più scuro e dolce, ideale per linee cantabili nel registro medio-grave ma anche come strumento armonico e di accompagnamento. È dotato di tre o quattro pistoni e scende molto facilmente verso il grave, ma può anche essere suonato sul registro acuto analogamente al tenore: nelle trascrizioni gli si confanno parti sia da baritono che da basso leggero, mentre nella musica bandistica ha principalmente parti di controcanto. L'eufonio corrisponde di fatto al flicorno basso in si bemolle della riforma vesselliana, anche se sovente le case produttrici di strumenti musicali identificano come "eufoni" dei prodotti di gamma più alta. Baritono ed eufonio vengono a volte impropriamente chiamati anche "tuba tenore" sia per l'aspetto, sia per la loro estensione una quarta o una quinta giusta più alto della tuba in Fa o Mib, una settima minore o un'ottava più alto rispetto alla tuba in Do o Sib grave.

### Flicorno basso grave e flicorno contrabbasso (Tuba/Bassotuba)

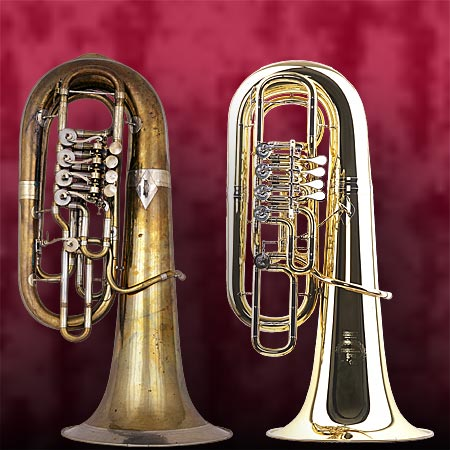
Antichi flicorni bassi in Fa a cilindri

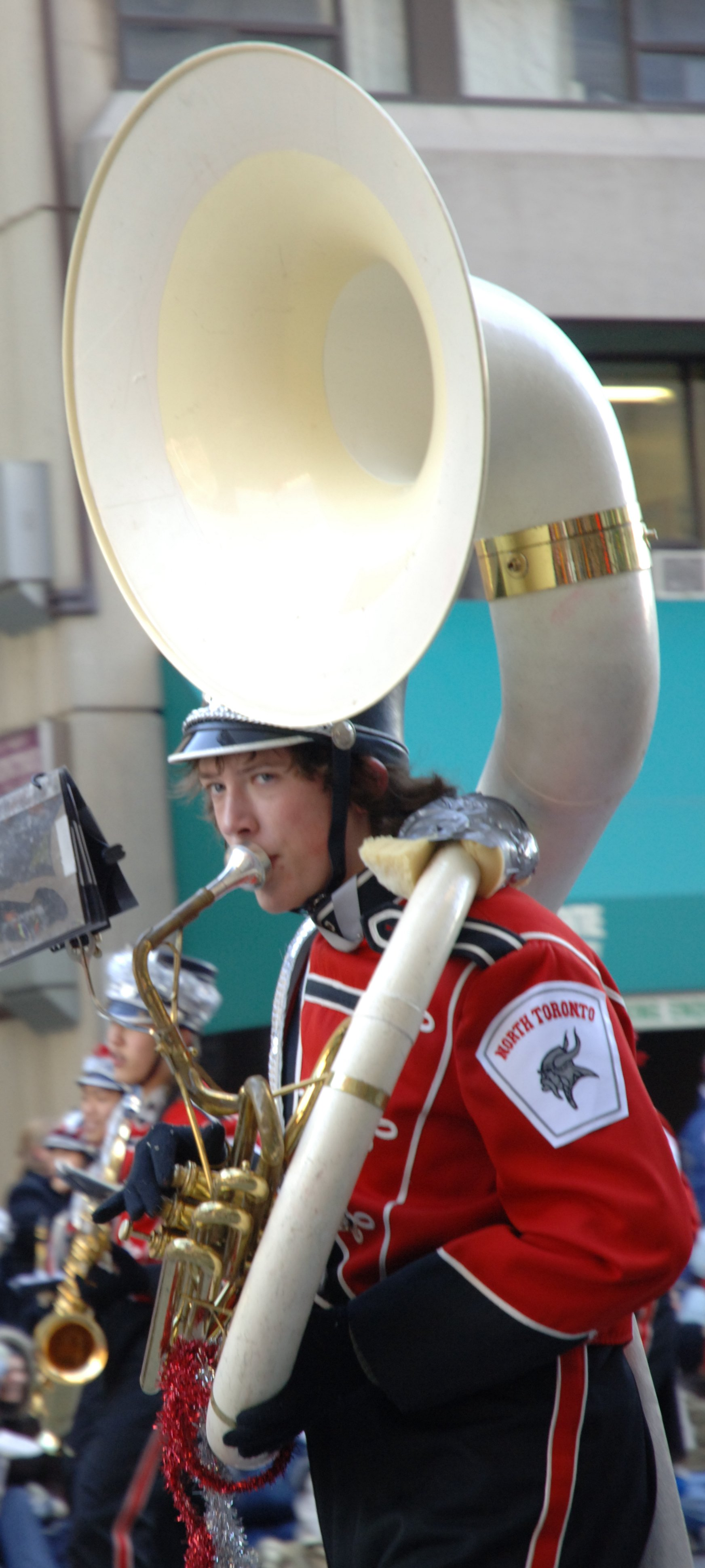
Sousafono

Il flicorno basso grave in Fa o Mib (conosciuto anche in Italia con il nome di pelittone, dal cognome del costruttore milanese Pelitti) ed il flicorno contrabbasso in Sib o Do (conosciuto anche in Italia col nome di bombardone) sono fondamentali per sostenere la linea del basso, sono gli strumenti più gravi della famiglia. Possono essere chiamate all'occorrenza tube basse e contrabbasse, e possono avere da tre a sei pistoni o cilindri (che aiutano molto l'intonazione oltre ad aumentare l'estensione verso il grave). La tuba è stata utilizzata nelle orchestre a partire dal 1836, ha avuto una propria letteratura solistica (W. Williams, Jacobs, Lebedjef) ed è entrata a far parte delle formazioni di ottoni e jazz (in sostituzione del contrabbasso). Nella tradizione bandistica italiana sono molto usati sia il flicorno basso grave in Mib, sia il flicorno contrabbasso in Sib. Esiste anche in una forma particolare da parata, caratterizzata da un'ampia campana diretta in avanti verso il pubblico. In questo caso prende il nome di Helicon, se costruito in forma semplice con il padiglione diritto, mentre se costruito con il padiglione slanciato e rivolto in avanti prende il nome di Sousaphon, dal cognome del famoso compositore di marce militari John Philip Sousa, e normalmente non è classificato come flicorno.